# 小行星9609
小行星9609（英語：9609 Ponomarevalya）是一颗围绕太阳公转的小行星。1992年8月26日，柳德米拉·切爾尼赫在纳昂切尼奇发现了此天体。
这颗小行星的绝对星等为75.36704935292794等。